# 김영석 (배우)
김영석(1962년 1월 28일~)은 대한민국의 배우이고, 1979년에 연극배우로 처음 입문했다. 아내와의 사이에는 1남(무녀독남 외동아들)이 있다.
1979년 연극 《맹진사댁 여식 시집가는 날》에서 단역을 통하여 연극배우로 첫 데뷔한 그는 1년 후 1980년 영화 《창밖의 여자》에서 단역을 통하여 영화배우로 데뷔하였고 1982년 서울예전 연극학과(전문학사)를 나온 후 1985년 군대 복무를 마치고 나서 1986년 MBC 문화방송 공채 18기 탤런트로 정식 데뷔하였으며 1987년 영화 《칸트씨의 발표회》에서 조연하였고 이듬해 1988년 연극 《아버지와 아들》에서 주연하였다.

## 출연 작품

### 드라마
- 2017년 《엽기적인 그녀》
- 2016년 《좋은사람》
- 2016년 《옥중화》
- 2015년 《화정》 - 정명수 역
- 2014년 《모두 다 김치》
- 2014년 《끝없는 사랑》
- 2013년 《장옥정, 사랑에 살다》
- 2012년 《무신》 - 홍고이, 쏭추 역 (1인 2역)
- 2012년 《인수대비》
- 2011년 《짝패》
- 2011년 《최고의 사랑》 - PD 역
- 2010년 《동이》
- 2005년 《신돈》 - 노책 역
- 2005년 《변호사들》
- 2005년 《서동요》
- 2005년 《제5공화국》 - 김진영 역
- 2005년 《그린 로즈》
- 2004년 《두번째 프러포즈》
- 2003년 《무인시대》 - 효심 역
- 2003년 《올인》- 카지노 간부 역
- 2002년 《야인시대》
- 2001년 《상도》
- 2001년 《뉴 논스톱》
- 2001년 《맛있는 청혼》
- 1999년 《허준》
- 1999년 《흐르는 것이 세월뿐이랴》
- 1998년 《여자 대 여자》
- 1996년 《아파트》
- 1995년 《두 아빠》
- 1995년 《김구》- 선우진 역
- 1992년 《아들과 딸》
- 1991년 《여명의 눈동자》
- 1991년 《까치 며느리》
- 1989년 《서울 시나위》
- 1988년 《내일 잊으리》
- 1988년 《인현왕후》

### 영화
- 2020년 《황무지 5월의 고해》 - 황씨(꼬마 왕할배) 역
- 2004년 《첼로》
- 2002년 《긴급조치 19호》
- 1994년 《어린 연인》
- 1987년 《칸트씨의 발표회》
- 1980년 《창밖의 여자》

### 연극
- 1988년 《아버지와 아들》 - 아들 바자로프 의학생 역(주연)
- 1979년 《맹진사댁 여식 시집가는 날》 - 맹진사의 6촌 동생 맹정철의 아들 맹탱국 역(단역)

### 방송
- 2014년 《이것은 실화다》